# Národní park Djurdjura

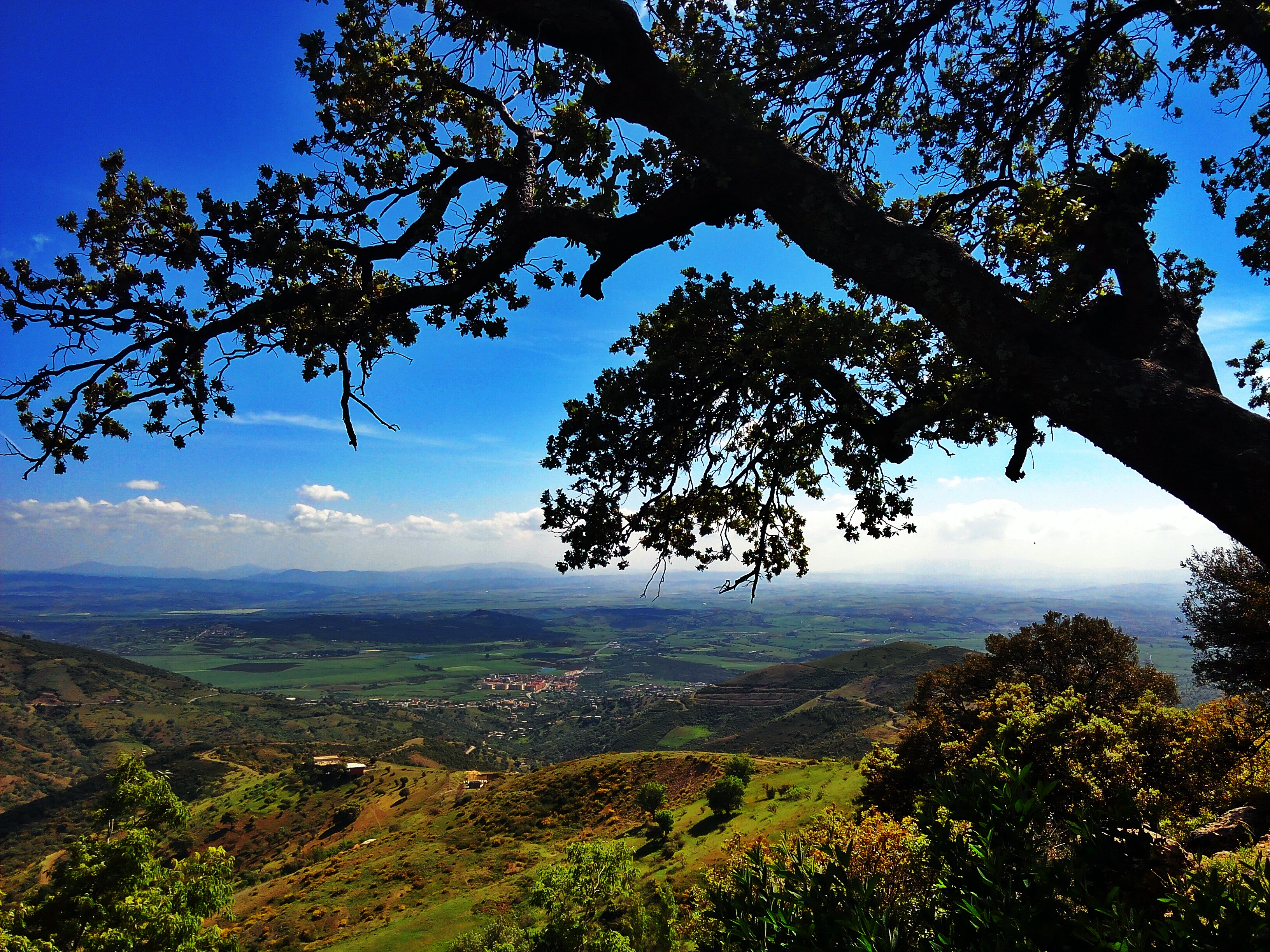
Výhled na národní park Djurdjura

Národní park Djurdjura (arabsky الحديقة الوطنية جرجرة) je jeden z národních parků v Alžírsku. Nachází se v Kabylii a je pojmenován po pohoří Djurdjura v pobřežním pásmu Tell Atlas.

## Popis
Blízká města v okolí jsou Tizi Ouzou na severu a Bouïra na jihu. Geologicky velmi rozmanité území parku je značně zalesněné, nachází se zde mnoho roklí a jeskyní, jednou z nich je i 1170 m hluboká Anou Ifflis, která je jednou z nejhlubších jeskyní v Africe. Značně rozmanité jsou i zdejší květena a živočichové.

### Dřeviny
Mezi nejvíce zastoupené stromy patří: cedr atlaský, dub cesmínovitý, dub korkový, cesmína ostrolistá, javor dlanitolistý, javor francouzský, javor babyka, třešeň ptačí, dub alžírský, borovice černá, borovice halepská a tis.

### Živočichové
V parku žijí zejména tito savci: zajíc africký, prase divoké, hyena žíhaná, promyky, vlk africký, vlk africký egyptský, levhart africký, serval, ženetka tečkovaná, dikobraz obecný a lasice kolčava. K nim je třeba připočítat i ohroženého magota bezocasého. Tento primát byl v období pravěku v severní Africe rozšířen mnohem víc, než je tomu dnes.
Park je domovem i mnoha druhů ptáků. Jsou to například orel skalní, sup bělohlavý, orlosup bradatý, sup mrchožravý, orel jestřábí, poštolka obecná, káně bělochvostá, puštík obecný, výr velký, drozd zpěvný, slavík obecný, křivka obecná, drozd brávník, žluna zelená či dudek chocholatý.

## Název
Název horského řetězce pochází z kabylského výrazu Jjerjer, což znamená „velká zima“ nebo „nadmořská výška“. Vychází ze staré složeniny Jer n Jer „hora hor“. Staří Římané ji s odkazem na půdu regionu, stejně jako na odpor Kabylů proti římské anexi Kabylie, nazývali Mons Ferratus neboli Železná hora. Název Djurdjura se také používá pro vesnice, které se nacházejí v oblasti tohoto horského řetězce. Mmis n'Djerdjer znamená „děti Djurdjury“, což je kabylský výraz odkazující na obyvatele hor. Existuje také kabylská dívčí skupina s názvem DjurDjura.